# Lijst van Eerste Kamerleden voor de liberalen
Een overzicht van alle voormalige Liberale Eerste Kamerleden in de negentiende eeuw.

## Liberaal
| Eerste Kamerlid                       | Begindatum        | Einddatum         |
| ------------------------------------- | ----------------- | ----------------- |
| D. van Akerlaken                      | 21 september 1874 | 10 oktober 1884   |
| D. van Akerlaken                      | 17 november 1884  | 16 augustus 1887  |
| D. van Akerlaken                      | 19 september 1887 | 26 maart 1888     |
| D. van Akerlaken                      | 1 mei 1888        | 17 januari 1892   |
| W.C.A. Alberda van Ekenstein          | 1 mei 1888        | 22 december 1902  |
| F.H.P. van Alphen                     | 8 april 1890      | 22 juli 1904      |
| W.H. de Beaufort                      | 17 april 1884     | 10 oktober 1884   |
| E.J. Bergsma                          | 25 november 1913  | 24 juli 1922      |
| W.A. Bergsma                          | 18 september 1894 | 14 maart 1901     |
| P.J. van Beyma                        | 20 september 1904 | 19 september 1910 |
| H. Binnerts                           | 19 september 1916 | 4 januari 1922    |
| D. Blankenheym                        | 13 februari 1849  | 19 augustus 1850  |
| D. Blankenheym                        | 7 oktober 1850    | 5 september 1872  |
| A.J. Blijdenstein                     | 17 september 1878 | 16 augustus 1880  |
| A.J. Blijdenstein                     | 20 september 1880 | 10 oktober 1884   |
| A.J. Blijdenstein                     | 17 november 1884  | 16 augustus 1887  |
| A.J. Blijdenstein                     | 19 september 1887 | 26 maart 1888     |
| A.J. Blijdenstein                     | 1 mei 1888        | 23 oktober 1895   |
| A. Bloembergen Ezn.                   | 22 april 1901     | 19 mei 1901       |
| R. Bloembergen Ezn.                   | 17 september 1907 | 26 augustus 1914  |
| A. Blussé                             | 24 oktober 1874   | 10 oktober 1884   |
| A. Blussé                             | 17 november 1884  | 16 augustus 1887  |
| A. Blussé                             | 19 september 1887 | 26 maart 1888     |
| A. Blussé                             | 1 mei 1888        | 17 december 1890  |
| K. de Boer Czn.                       | 20 september 1910 | 24 juli 1922      |
| R.T.H.P.L.A. van Boneval Faure        | 5 juli 1894       | 22 juli 1904      |
| W.Ch. Borsius                         | 18 september 1871 | 30 september 1883 |
| F.L.H.J. Bosch van Drakestein         | 7 oktober 1850    | 18 september 1853 |
| F.L.H.J. Bosch van Drakestein         | 2 december 1853   | 3 oktober 1856    |
| F.L.H.J. Bosch van Drakestein         | 13 december 1856  | 7 juli 1866       |
| A. Boxman                             | 7 oktober 1850    | 26 maart 1856     |
| J. Breebaart Kzn.                     | 25 januari 1892   | 22 juli 1904      |
| J. Breebaart Kzn.                     | 20 september 1904 | 14 mei 1913       |
| J. van der Breggen Azn.               | 17 november 1884  | 16 augustus 1887  |
| J. van der Breggen Azn.               | 19 september 1887 | 26 maart 1888     |
| J. van der Breggen Azn.               | 1 mei 1888        | 4 maart 1894      |
| D.D. Breuning                         | 28 november 1881  | 10 oktober 1884   |
| D.D. Breuning                         | 17 november 1884  | 16 augustus 1887  |
| D.D. Breuning                         | 19 september 1887 | 26 maart 1888     |
| D.D. Breuning                         | 1 mei 1888        | 14 september 1896 |
| E.Ch. Büchner                         | 18 november 1873  | 29 september 1882 |
| H.F. Bultman                          | 1 mei 1888        | 22 juli 1904      |
| H.F. Bultman                          | 20 september 1904 | 18 februari 1907  |
| E.J.A. van Bylandt                    | 21 september 1868 | 20 september 1874 |
| H.J. Carsten                          | 30 maart 1875     | 10 oktober 1884   |
| H.A.D. Coenen                         | 27 maart 1871     | 23 mei 1876       |
| H.A.D. Coenen                         | 17 september 1877 | 10 oktober 1884   |
| H.A.D. Coenen                         | 17 november 1884  | 16 augustus 1887  |
| H.A.D. Coenen                         | 19 september 1887 | 26 maart 1888     |
| H.A.D. Coenen                         | 1 mei 1888        | 14 september 1896 |
| W.H. Cost Jordens                     | 13 februari 1849  | 19 augustus 1850  |
| W.H. Cost Jordens                     | 7 oktober 1850    | 18 september 1853 |
| W.H. Cost Jordens                     | 5 april 1854      | 14 september 1873 |
| J.Th. Cremer                          | 9 juli 1912       | 26 juni 1917      |
| J.Th. Cremer                          | 17 juli 1917      | 24 juli 1922      |
| E.J.J.B. Cremers                      | 26 januari 1891   | 26 oktober 1896   |
| J.J. Cremers                          | 16 december 1850  | 16 september 1877 |
| J.J. Cremers                          | 16 september 1879 | 4 maart 1882      |
| E.W. van Dam van Isselt               | 29 oktober 1852   | 8 februari 1860   |
| D.C. de Dieu Fontein Verschuir        | 19 november 1866  | 17 augustus 1874  |
| A.J. Dijckmeester                     | 1 februari 1900   | 22 juli 1904      |
| R.P. Dojes                            | 10 april 1903     | 22 juli 1904      |
| R.P. Dojes                            | 20 september 1904 | 24 juli 1922      |
| C. Donker Tzn.                        | 31 oktober 1887   | 26 maart 1888     |
| C. Donker Tzn.                        | 1 mei 1888        | 16 december 1891  |
| H.P. van den Dries                    | 10 oktober 1850   | 21 april 1863     |
| G. Dumbar                             | 21 november 1873  | 31 juli 1878      |
| A.J. Duymaer van Twist                | 19 september 1865 | 12 oktober 1881   |
| F.J.J. van Eysinga                    | 7 oktober 1850    | 10 oktober 1884   |
| F.J.J. van Eysinga                    | 17 november 1884  | 16 augustus 1887  |
| F.J.J. van Eysinga                    | 19 september 1887 | 26 maart 1888     |
| F.J.J. van Eysinga                    | 1 mei 1888        | 7 juni 1894       |
| H. Fennema                            | 15 september 1896 | 22 juli 1904      |
| P.B.J. Ferf                           | 29 maart 1912     | 6 januari 1916    |
| E. Fokker                             | 8 juni 1892       | 14 september 1896 |
| I.D. Fransen van de Putte             | 21 september 1880 | 10 oktober 1884   |
| I.D. Fransen van de Putte             | 17 november 1884  | 16 augustus 1887  |
| I.D. Fransen van de Putte             | 19 september 1887 | 26 maart 1888     |
| I.D. Fransen van de Putte             | 1 mei 1888        | 2 maart 1902      |
| J. Fransen van de Putte               | 20 september 1859 | 8 november 1875   |
| C.C. Geertsema                        | 6 november 1917   | 24 juli 1922      |
| C.J. Geertsema                        | 14 april 1864     | 5 juni 1879       |
| J.H. Geertsema Czn.                   | 29 januari 1894   | 16 september 1902 |
| J. van Gennep                         | 1 mei 1888        | 15 mei 1894       |
| J.G. Gleichman                        | 18 juni 1901      | 22 juli 1904      |
| H.M.A. van der Goes van Dirxland      | 1 mei 1888        | 29 januari 1890   |
| M.C. van Hall                         | 13 april 1896     | 17 december 1900  |
| A. Hartevelt Jzn.                     | 29 april 1856     | 23 september 1863 |
| G.J. van Heek                         | 28 november 1895  | 16 juni 1903      |
| J.W. Hein                             | 18 mei 1865       | 19 september 1880 |
| J.B.J. Hengst                         | 16 juni 1863      | 20 september 1874 |
| H.G. van Holthe tot Echten            | 12 mei 1914       | 15 september 1919 |
| D.J. van Houten                       | 16 september 1913 | 24 juli 1922      |
| S. van Houten                         | 20 september 1904 | 16 september 1907 |
| J. Huydecoper van Maarsseveen         | 17 november 1884  | 16 augustus 1887  |
| J. Huydecoper van Maarsseveen         | 1 mei 1888        | 28 november 1890  |
| M.H. Insinger                         | 11 juli 1881      | 10 oktober 1884   |
| M.H. Insinger                         | 17 november 1884  | 16 augustus 1887  |
| M.H. Insinger                         | 19 september 1887 | 26 maart 1888     |
| M.H. Insinger                         | 1 mei 1888        | 3 november 1891   |
| F.B. s' Jacob                         | 20 september 1898 | 22 juli 1904      |
| M. de Jong                            | 19 september 1893 | 22 juli 1904      |
| M. de Jong                            | 20 september 1904 | 15 september 1913 |
| J. Kappeyne van de Coppello           | 7 maart 1916      | 5 februari 1920   |
| J. Kappeyne van de Coppello           | 1 mei 1888        | 18 september 1893 |
| H.J. Kist                             | 30 november 1891  | 22 juli 1904      |
| H.J. Kist                             | 20 september 1904 | 1 juni 1912       |
| J. Kraus                              | 3 oktober 1911    | 26 juni 1917      |
| J. Kraus                              | 17 juli 1917      | 24 juli 1922      |
| D. Laan                               | 5 april 1897      | 22 juli 1904      |
| D. Laan                               | 20 september 1904 | 7 april 1905      |
| J.A. Laan                             | 29 mei 1905       | 26 juni 1917      |
| J.A. Laan                             | 6 november 1917   | 14 september 1918 |
| W.F. van Leeuwen                      | 17 september 1902 | 22 juli 1904      |
| W.F. van Leeuwen                      | 20 september 1904 | 14 september 1911 |
| C. Lely                               | 21 september 1910 | 29 augustus 1913  |
| H. van Lier                           | 1 mei 1888        | 22 juli 1904      |
| L.G.A. van Limburg Stirum             | 7 oktober 1848    | 6 augustus 1850   |
| L.G.A. van Limburg Stirum             | 13 april 1880     | 29 augustus 1884  |
| H.R. van Marle                        | 11 juli 1895      | 28 september 1899 |
| E.J.P. van Meeuwen                    | 30 oktober 1856   | 17 september 1871 |
| F.G.E. Merkes van Gendt               | 16 september 1879 | 10 oktober 1884   |
| F.G.E. Merkes van Gendt               | 17 november 1884  | 26 november 1884  |
| F.B.H. Michiels van Kessenich         | 20 september 1859 | 16 september 1877 |
| J. Moolenburgh                        | 29 november 1883  | 10 oktober 1884   |
| J. Moolenburgh                        | 17 november 1884  | 16 augustus 1887  |
| J. Moolenburgh                        | 19 september 1887 | 26 maart 1888     |
| J. Moolenburgh                        | 1 mei 1888        | 25 april 1892     |
| H. Muller Szn.                        | 28 november 1881  | 10 oktober 1884   |
| H. Muller Szn.                        | 17 november 1884  | 16 augustus 1887  |
| H. Muller Szn.                        | 19 september 1887 | 26 maart 1888     |
| H. Muller Szn.                        | 1 mei 1888        | 14 augustus 1898  |
| A. van Naamen van Eemnes              | 20 mei 1880       | 10 oktober 1884   |
| A. van Naamen van Eemnes              | 17 november 1884  | 16 augustus 1887  |
| A. van Naamen van Eemnes              | 19 september 1887 | 26 maart 1888     |
| A. van Naamen van Eemnes              | 1 mei 1888        | 6 maart 1902      |
| H.A. Nebbens Sterling                 | 26 januari 1891   | 22 juli 1904      |
| F.S. van Nierop                       | 19 september 1899 | 22 juli 1904      |
| F.S. van Nierop                       | 20 september 1904 | 24 juli 1922      |
| C.J.R. Nobel                          | 8 december 1862   | 10 oktober 1884   |
| A.E.J. Nysingh                        | 8 april 1890      | 22 juli 1904      |
| E. Pelinck                            | 10 juli 1907      | 30 september 1909 |
| E. Pelinck                            | 9 november 1909   | 2 maart 1914      |
| C.J. Pické                            | 27 december 1875  | 10 oktober 1884   |
| C.J. Pické                            | 17 november 1884  | 17 maart 1887     |
| C. Pijnacker Hordijk                  | 16 mei 1894       | 16 september 1902 |
| L. Pincoffs                           | 6 november 1872   | 20 mei 1879       |
| A. Prins                              | 19 september 1871 | 8 juni 1880       |
| A. Prins                              | 29 maart 1892     | 18 september 1899 |
| J. Prins                              | 1 mei 1888        | 21 januari 1896   |
| G.A. de Raadt                         | 18 september 1871 | 30 december 1883  |
| E.N. Rahusen                          | 30 november 1891  | 22 juli 1904      |
| E.N. Rahusen                          | 20 september 1904 | 19 september 1910 |
| C.H. van Rhemen van Rhemenshuizen     | 17 september 1877 | 10 februari 1880  |
| A. van Rijckevorsel Hzn.              | 8 oktober 1850    | 14 september 1862 |
| L. Rijsterborgh                       | 19 september 1859 | 13 september 1864 |
| J. Röell                              | 23 mei 1887       | 16 augustus 1887  |
| J. Röell                              | 19 september 1887 | 26 maart 1888     |
| J. Röell                              | 28 maart 1898     | 16 september 1901 |
| J. Röell                              | 31 januari 1910   | 2 februari 1912   |
| A.J. van Roijen                       | 30 oktober 1856   | 14 september 1862 |
| B. van Roijen                         | 4 juli 1882       | 10 oktober 1884   |
| B. van Roijen                         | 17 november 1884  | 16 augustus 1887  |
| B. van Roijen                         | 19 september 1887 | 26 maart 1888     |
| B. van Roijen                         | 1 mei 1888        | 23 november 1893  |
| I.A. van Roijen                       | 28 april 1902     | 22 juli 1904      |
| I.A. Soetens van Roijen               | 7 oktober 1850    | 18 januari 1853   |
| J.W.H. Rutgers van Rozenburg          | 5 januari 1898    | 16 september 1902 |
| L.J.B. van Sasse van Ysselt           | 13 februari 1849  | 19 augustus 1850  |
| L.J.B. van Sasse van Ysselt           | 10 oktober 1850   | 20 september 1874 |
| N.F.C.J. Sassen                       | 2 december 1853   | 17 september 1871 |
| J.E. Scholten                         | 17 september 1902 | 22 juli 1904      |
| J.E. Scholten                         | 20 september 1904 | 10 maart 1910     |
| G. Schot                              | 18 september 1865 | 18 september 1881 |
| J. Sickenga                           | 30 juni 1902      | 9 november 1903   |
| J. Sickenga                           | 23 november 1903  | 22 juli 1904      |
| J. Sickenga                           | 20 september 1904 | 1 juli 1911       |
| C.J. Sickesz                          | 18 september 1884 | 10 oktober 1884   |
| C.J. Sickesz                          | 17 november 1884  | 16 augustus 1887  |
| C.J. Sickesz                          | 19 september 1887 | 26 maart 1888     |
| C.J. Sickesz                          | 1 december 1896   | 10 januari 1898   |
| W. de Sitter                          | 17 september 1877 | 10 oktober 1884   |
| W. de Sitter                          | 17 november 1884  | 16 augustus 1887  |
| W. de Sitter                          | 19 september 1887 | 26 maart 1888     |
| W. Six                                | 1 mei 1888        | 18 september 1893 |
| H. Smeenge                            | 17 september 1919 | 24 juli 1922      |
| H.J. Smit                             | 20 september 1864 | 10 mei 1881       |
| H.P. Staal                            | 10 mei 1907       | 14 oktober 1920   |
| Ch.Th. Stork                          | 18 september 1867 | 10 oktober 1884   |
| Ch.Th. Stork                          | 17 november 1884  | 16 augustus 1887  |
| Ch.Th. Stork                          | 19 september 1887 | 26 maart 1888     |
| Ch.Th. Stork                          | 1 mei 1888        | 4 juni 1895       |
| D.W. Stork                            | 20 juli 1903      | 22 juli 1904      |
| D.W. Stork                            | 6 december 1904   | 19 september 1910 |
| D.W. Stork                            | 19 september 1916 | 26 juni 1917      |
| D.W. Stork                            | 17 juli 1917      | 28 juni 1920      |
| G.R.G. van Swinderen                  | 13 februari 1849  | 19 augustus 1850  |
| G.R.G. van Swinderen                  | 7 oktober 1850    | 20 juni 1879      |
| J.H.F.K. van Swinderen                | 16 september 1879 | 10 oktober 1884   |
| J.H.F.K. van Swinderen                | 17 november 1884  | 16 augustus 1887  |
| J.H.F.K. van Swinderen                | 19 september 1887 | 26 maart 1888     |
| J.H.F.K. van Swinderen                | 1 mei 1888        | 14 mei 1902       |
| J.P.R. Tak van Poortvliet             | 17 november 1884  | 16 augustus 1887  |
| J.P.R. Tak van Poortvliet             | 19 september 1887 | 26 maart 1888     |
| J.P.R. Tak van Poortvliet             | 31 januari 1901   | 25 januari 1904   |
| A.V. Teding van Berkhout              | 18 september 1877 | 10 oktober 1884   |
| C.J.A. den Tex                        | 21 september 1875 | 5 december 1882   |
| J. Thooft                             | 16 mei 1873       | 14 mei 1877       |
| J. Thooft                             | 15 juni 1877      | 10 oktober 1884   |
| J. Thooft                             | 17 november 1884  | 16 augustus 1887  |
| J. Thooft                             | 19 september 1887 | 26 maart 1888     |
| J. Thooft                             | 1 mei 1888        | 18 september 1893 |
| G. van Tienhoven                      | 28 juli 1880      | 10 oktober 1884   |
| G. van Tienhoven                      | 17 november 1884  | 16 augustus 1887  |
| G. van Tienhoven                      | 19 september 1887 | 26 maart 1888     |
| G. van Tienhoven                      | 1 mei 1888        | 21 augustus 1891  |
| G. van Tienhoven                      | 7 juni 1894       | 28 januari 1897   |
| E. Tjarda van Starkenborgh Stachouwer | 18 mei 1910       | 10 september 1917 |
| S.A. Vening Meinesz                   | 29 december 1884  | 17 mei 1887       |
| S.A. Vening Meinesz                   | 19 september 1887 | 26 maart 1888     |
| S.A. Vening Meinesz                   | 16 juli 1888      | 22 juli 1904      |
| S.A. Vening Meinesz                   | 20 september 1904 | 25 december 1909  |
| H.E. Verschoor                        | 12 december 1864  | 1 augustus 1877   |
| L.L.G.M. Villers de Pité              | 7 oktober 1850    | 18 september 1853 |
| L.L.G.M. Villers de Pité              | 2 december 1853   | 19 september 1880 |
| Th.P. Viruly                          | 16 september 1862 | 10 oktober 1884   |
| Th.P. Viruly                          | 17 november 1884  | 16 augustus 1887  |
| Th.P. Viruly                          | 19 september 1887 | 26 maart 1888     |
| Th.P. Viruly                          | 1 mei 1888        | 9 april 1902      |
| D. Visser van Hazerswoude             | 22 januari 1883   | 10 oktober 1884   |
| D. Visser van Hazerswoude             | 17 november 1884  | 18 juni 1886      |
| B.M. Vlielander Hein                  | 1 mei 1888        | 22 juli 1904      |
| J. van Vollenhoven                    | 29 oktober 1863   | 10 oktober 1884   |
| J. van Vollenhoven                    | 17 november 1884  | 16 augustus 1887  |
| J. van Vollenhoven                    | 19 september 1887 | 26 maart 1888     |
| G.W. de Vos van Steenwijk             | 17 november 1884  | 16 augustus 1887  |
| G.W. de Vos van Steenwijk             | 19 september 1887 | 26 maart 1888     |
| G.W. de Vos van Steenwijk             | 1 mei 1888        | 6 januari 1890    |
| A. van Weel Dzn.                      | 7 oktober 1850    | 20 september 1868 |
| J.E. van Welderen Rengers             | 31 januari 1922   | 24 juli 1922      |
| Th.M.Th. van Welderen Rengers         | 13 oktober 1914   | 18 september 1916 |
| W.J. van Welderen Rengers             | 1 mei 1888        | 22 juli 1904      |
| W.J. van Welderen Rengers             | 20 september 1904 | 15 september 1913 |
| D. Knol Welt                          | 1 mei 1888        | 22 juli 1904      |
| D. Knol Welt                          | 20 september 1904 | 20 juni 1911      |
| A.C. Wertheim                         | 14 juli 1886      | 16 augustus 1887  |
| A.C. Wertheim                         | 19 september 1887 | 26 maart 1888     |
| A.C. Wertheim                         | 1 mei 1888        | 18 september 1893 |
| A.C. Wertheim                         | 25 september 1893 | 29 november 1897  |
| J.J. Willinge                         | 20 september 1904 | 27 mei 1907       |
| G. Zijlma                             | 19 september 1911 | 6 november 1916   |

## Moderaat of gematigd liberaal
| Eerste Kamerlid                      | Begindatum        | Einddatum         |
| ------------------------------------ | ----------------- | ----------------- |
| H. van Beeck Vollenhoven             | 13 februari 1849  | 19 augustus 1850  |
| H. van Beeck Vollenhoven             | 7 oktober 1850    | 31 juli 1871      |
| L.F.H. Beerenbroek                   | 13 februari 1849  | 19 augustus 1850  |
| L.F.H. Beerenbroek                   | 7 oktober 1850    | 3 mei 1884        |
| J.W.H. Bosch                         | 13 februari 1849  | 19 augustus 1850  |
| J.W.H. Bosch                         | 7 oktober 1850    | 4 juli 1851       |
| J. Corver Hooft                      | 13 februari 1849  | 19 augustus 1850  |
| Ch. Diemont                          | 13 februari 1849  | 19 augustus 1850  |
| A.F.J.A. van der Duyn van Maasdam    | 25 augustus 1848  | 19 december 1848  |
| J. Freseman Viëtor                   | 13 februari 1849  | 19 augustus 1850  |
| R.F. Groeninx van Zoelen             | 13 februari 1849  | 19 augustus 1850  |
| H.J.C.J. van Heeckeren van Enghuizen | 10 september 1848 | 19 augustus 1850  |
| E.F. van Heeckeren van Enghuizen     | 8 februari 1816   | 13 januari 1831   |
| O.B. 't Hooft van Benthuizen         | 13 februari 1849  | 19 augustus 1850  |
| O.B. 't Hooft van Benthuizen         | 7 oktober 1850    | 17 september 1865 |
| J. Huydecoper van Maarsseveen        | 26 mei 1858       | 10 oktober 1884   |
| C.Ch. van Lidth de Jeude             | 23 maart 1849     | 19 augustus 1850  |
| C.Ch. van Lidth de Jeude             | 16 december 1850  | 18 september 1853 |
| P. Loopuijt                          | 16 september 1856 | 11 juni 1862      |
| J.S. Lotsy                           | 23 augustus 1853  | 14 september 1856 |
| H.F. van Meurs van Hulshorst         | 16 februari 1849  | 19 augustus 1850  |
| H.F. van Meurs van Hulshorst         | 7 oktober 1850    | 24 juni 1852      |
| F. van der Oudermeulen               | 27 augustus 1848  | 12 februari 1849  |
| F. van der Oudermeulen               | 23 augustus 1853  | 5 maart 1864      |
| M.C. Paspoort van Grijpskerke        | 15 juni 1853      | 18 september 1859 |
| J. Wichers Quintus                   | 16 september 1862 | 13 april 1864     |
| H.J. Rahusen                         | 18 september 1866 | 23 mei 1875       |
| C.H. van Rhemen van Rhemenshuizen    | 9 oktober 1850    | 16 september 1877 |
| C.J.A. van Rijckevorsel              | 18 september 1871 | 13 januari 1883   |
| R.J. Schimmelpenninck                | 21 september 1815 | 14 februari 1825  |
| J. de Sitter                         | 7 oktober 1850    | 11 april 1855     |
| B. Verheij van den Bogaard           | 13 februari 1849  | 19 augustus 1850  |
| B. Verheij van den Bogaard           | 7 oktober 1850    | 18 september 1853 |
| A.J. Vos de Wael                     | 9 oktober 1848    | 12 februari 1849  |
| J.A.G. de Vos van Steenwijk          | 20 april 1853     | 30 april 1880     |
| Sj. van Welderen Rengers             | 13 februari 1849  | 19 augustus 1850  |
| J.C. van Wessem                      | 7 oktober 1850    | 18 september 1853 |
| J.C. van Wessem                      | 15 september 1856 | 17 juni 1864      |